# Piparcity
Piparcity là một thành phố và khu đô thị của quận Jodhpur thuộc bang Rajasthan, Ấn Độ.

## Nhân khẩu
Theo điều tra dân số năm 2001 của Ấn Độ, Piparcity có dân số 32.733 người. Phái nam chiếm 52% tổng số dân và phái nữ chiếm 48%. Piparcity có tỷ lệ 52% biết đọc biết viết, thấp hơn tỷ lệ trung bình toàn quốc là 59,5%: tỷ lệ cho phái nam là 66%, và tỷ lệ cho phái nữ là 36%. Tại Piparcity, 18% dân số nhỏ hơn 6 tuổi.